# Boulevard Le Loi
La boulevard Lê Lợi (vietnamien : Đường Lê Lợi) est un boulevard du 1er arrondissement, du centre-ville d'Hô Chi Minh-Ville au Viêt Nam. La boulevard s'étend de la rue Đồng Khởi, juste en face du théâtre municipal de Hô Chi Minh-Ville, jusqu'à la place Quách Thị Trang (en face du marché Bên Thành).

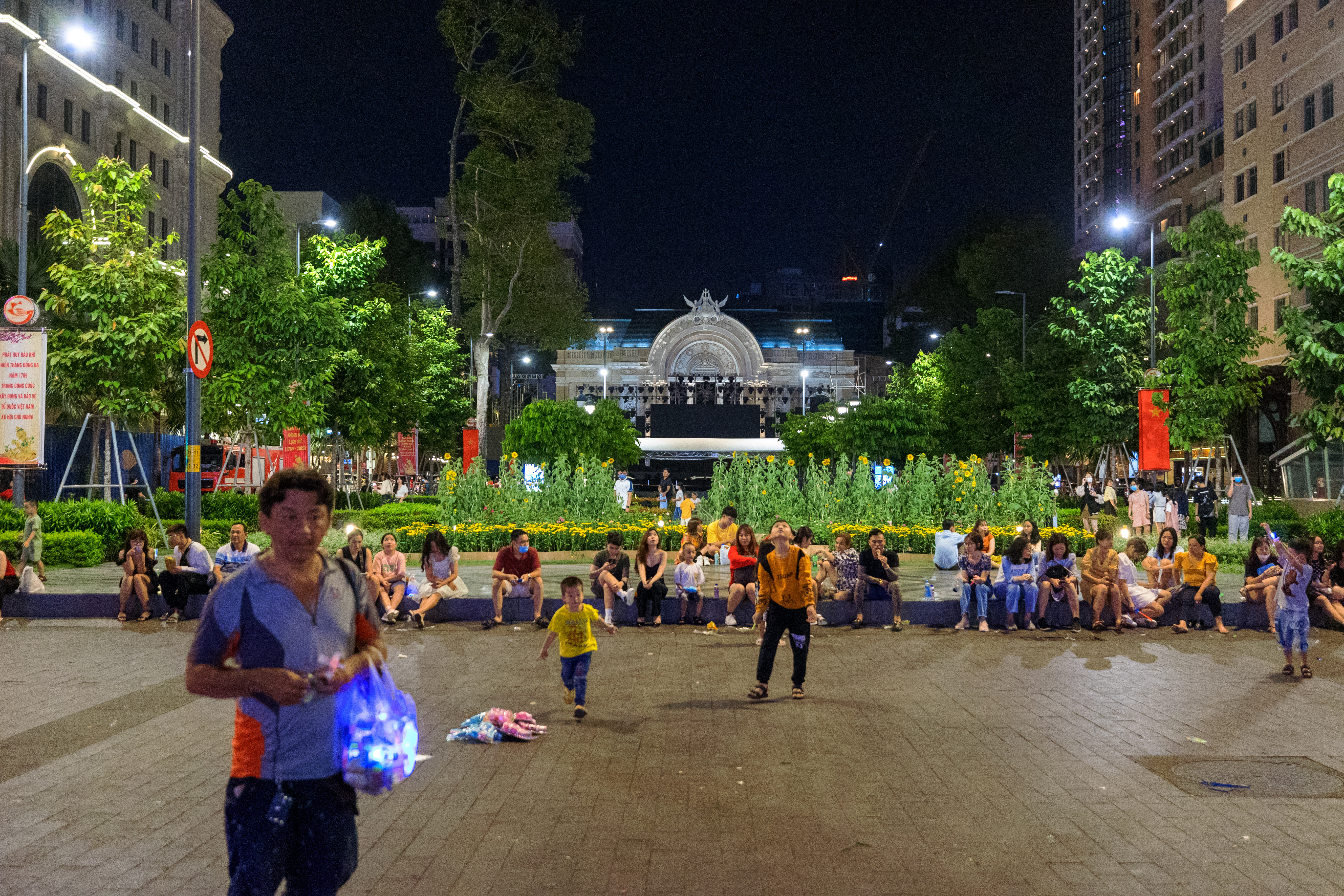
Le boulevard Le Loi et le Théâtre Municipal en 2023.

La ligne 1 du métro de Hô Chi Minh-Ville passe sous le boulevard.

## Histoire

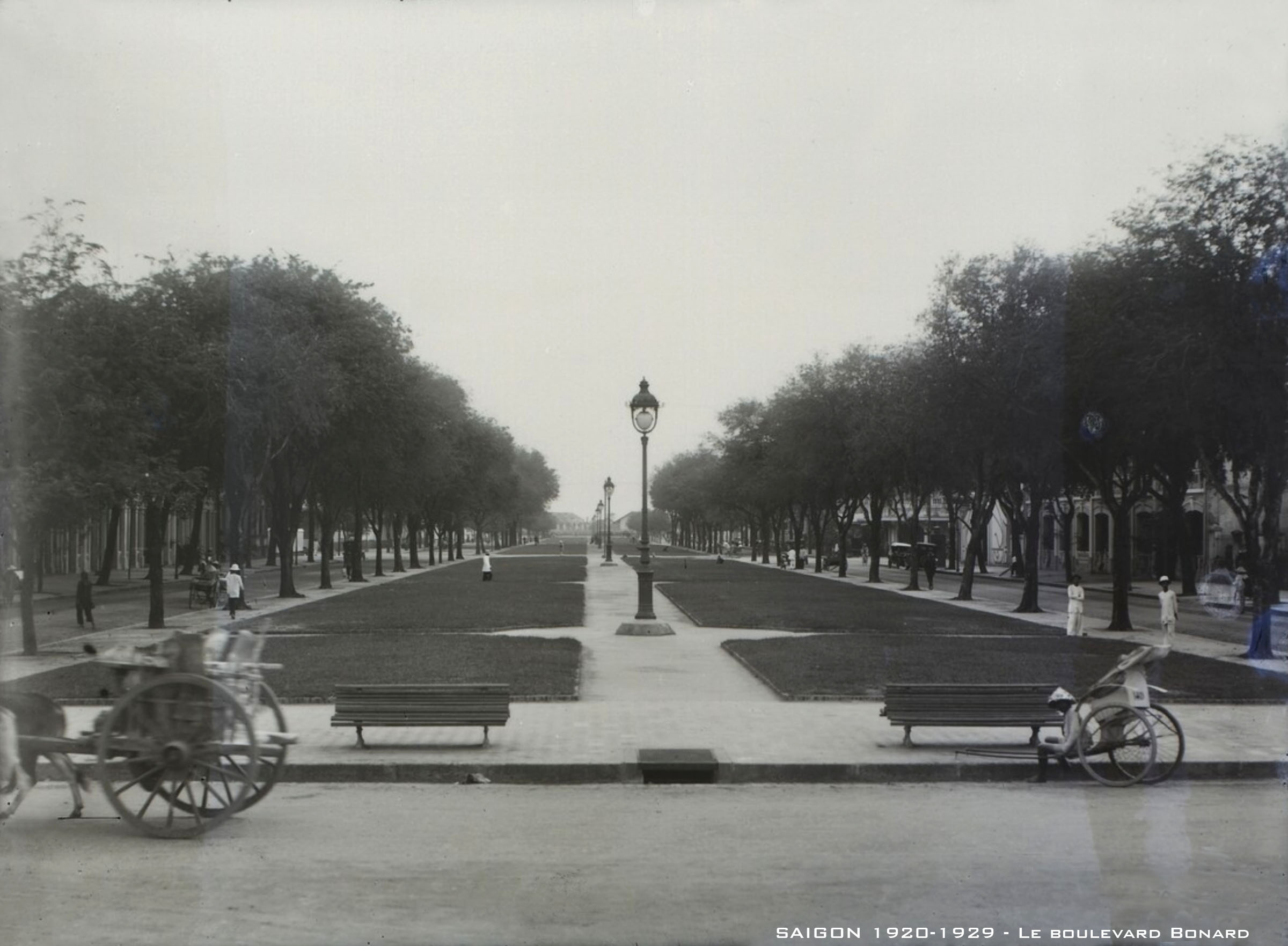
La boulevard Bonard dans les années 1920.

L'histoire du boulevard remonte aux années 1860, à la suite de la prise de Saïgon par les Français. Ils ordonnèrent le creusement d'un canal de 800 mètres avec deux drainages, la rivière de Saïgon (près de la caserne de la Marine) et l'arroyo Chinois. L'un de ses principaux objectifs était d'assécher la partie basse de Saïgon, qui était alors un marécage pestilentiel. Cette voie navigable était traversée perpendiculairement par le « Grand Canal », qui devint plus tard le boulevard Charner.
Le canal fut finalement comblé pour créer une artère connue sous le nom de « rue n° 13 », transformée plus tard en boulevard Bonard. L'heure exacte à laquelle le canal a été comblé est inconnue, mais elle a été estimée entre 1870 et 1880. Initialement, le boulevard Bonard se terminait par la rue Mac Mahon (aujourd'hui rue Nam Kỳ Khởi Nghĩa), et ce n'est qu'en 1914. que le boulevard a été prolongé jusqu'au marché central.
En 1955, le boulevard a été rebaptisé boulevard Lê Lợi par le gouvernement du Sud-Vietnam,.